# Zimografía
La zimografía o zimograma es una técnica electroforética que permite observar actividad de enzimas. Se realiza con poliacrilamida y a diferencia de las electroforesis de proteínas en condiciones desnaturalizantes (SDS-PAGE) se trata de utilizar condiciones suaves (sin agentes reductores) para evitar la pérdida de actividad de las enzimas estudiadas.

## Algunos ejemplos

### Actividad de proteasas
La polimerización de la poliacrilamida se realiza en presencia de gelatina soluble. De esta manera el gel resultante contendrá gelatina (colágeno desnaturalizado).
Luego de realizar la corrida electroforética de las muestras el gel se lava en una solución con Tritón X100 y se incuba en un buffer apropiado que favorece la actividad de las proteasas. El resultado de este tipo de geles, es que en la zona donde se ubicó una proteasa la gelatina habrá sido degradada. Esta degradación se revela tiñendo el gel con colorantes que tengan afinidad por proteínas, observándose una zona blanca donde hubo degradación.

### Actividad de enzimas (genérico)
Consiste en realizar una electroforesis en condiciones nativas (sin detergentes ni agentes reductores) o semidesnaturalizantes (sin agentes reductores). Luego una vez terminada la corrida electroforética se preincuba el gel en un amortiguador apropiado para la enzima en estudio (sin agentes desnaturalizantes). luego el gel se incuba en otro amortiguador similar al de preincubación pero con el sustrato incluido (de preferencia fluorescente). El gel es revelado bajo una lámpara UV.
- Datos: Q1173648